# Joseph Canteloube
Joseph Canteloube de Malaret, né le 21 octobre 1879 à Annonay (Ardèche) et mort à Grigny (Essonne) le 4 novembre 1957, est un pianiste, compositeur et musicologue français.

## Biographie
Marie Joseph Canteloube naît, en octobre 1879, d'une mère cévenole et d'un père auvergnat. Dès l'âge de quatre ans et demi, il a pour professeur de piano Mlle Amélie Daetzer, une amie de Frédéric Chopin qui se montrait « très jalouse de sa main gauche ».
Après son baccalauréat, il travaille dans une banque à Bordeaux. Légèrement malade, il revient à la maison familiale de Malaret à Bagnac-sur-Célé, et, sa santé retrouvée, il décide d'entrer à la Schola Cantorum et devient l'élève de Vincent d'Indy et de Charles Bordes, l'ami de Déodat de Séverac, d'Isaac Albéniz, d'Albert Roussel.
En 1901, à Bagnac-sur-Célé, il épouse Charlotte Marthe Calaret.
Dans sa biographie, Jean-Bernard Cahours d'Aspry raconte les circonstances dans lesquelles Canteloube avait recueilli, à la nuit tombée, l'air qui deviendra le thème du Baïlero : « C'était un soir de 1903, à la nuit tombante, dans la montagne qui domine Vic-sur-Cère, dans le Cantal. Il contemplait le majestueux paysage qui s'offrait à ses yeux, quand tout à coup s'éleva le chant d'une bergère qui lançait ses phrases à toute volée. Se gardant bien de se montrer, il commença à noter la mélodie, lorsque de très loin, comme portée par la brise qui se lève le soir sur la montagne, il perçut à peine perceptible, la voix lointaine d'un autre berger qui répétait le thème, à six kilomètres de là. »
Il s'impose en 1907 avec une Suite pour piano et violon en quatre parties, qui est jouée à la Société Nationale sous le titre Dans la montagne. En 1908, il écrit Colloque sentimental pour chant et quatuor à cordes. En 1910, il aborde l'orchestre avec Églogue d'Automne. Puis il affronte le public avec Vers la Princesse lointaine, poème symphonique qui est joué au Théâtre du Châtelet en 1912 et un poème lyrique pour chant et orchestre, Au Printemps.
En 1922, les Concerts Lamoureux programment les préludes des premier et deuxième actes du Mas, l'année suivante, un Triptyque pour chant et orchestre. En 1923 aussi, il compose six mélodies sous le titre l'Arada (la Terre).
Entre 1923 et 1930, il harmonise, d'une manière très adroite et spirituelle, trente airs de sa province natale. Il les conçoit alors pour une voix et orchestre et les publie ensuite sous le nom de Chants d'Auvergne. En 1925, il fonde La Bourrée, une filiale de l’Auvergnat de Paris. Cet organisme réunit de jeunes Auvergnats, désireux de faire connaître le folklore et la beauté de leur région.
En 1926, le Mas (trois actes dont il écrit le texte) obtient les cent mille francs du concours Heugel. La première représentation a lieu à l'Opéra-Comique le 3 avril 1929. L'amour de la terre natale lui inspire Vercingétorix avec un livret d'Étienne Clémentel, sénateur du Puy-de-Dôme (maire de la ville de Riom) et Joseph-Henri Louwyck.
En 1929, il compose trois pièces pour orchestre, Lauriers (ce sont des hommages à l'Auvergne), représentées le 22 février 1931 au théâtre du Châtelet et dirigées par Gabriel Pierné.
De plus, il écrit un recueil des Chants de Haute Auvergne, des recueils du Rouergue, du Limousin, du Quercy, des chants religieux d'Auvergne, l'Hymne des Gaules (sur un poème de Philéas Lebesgue), une Pastorale roumaine sur un scénario et des thèmes populaires recueillis par Michel Vulpesco.

En 1941, il rejoint le gouvernement  à Vichy. Il écrit dans le journal monarchiste l’Action française : « Il faut aux chants de la terre leur décor, leur cadre, leur accompagnement de nature, de plein air… » .

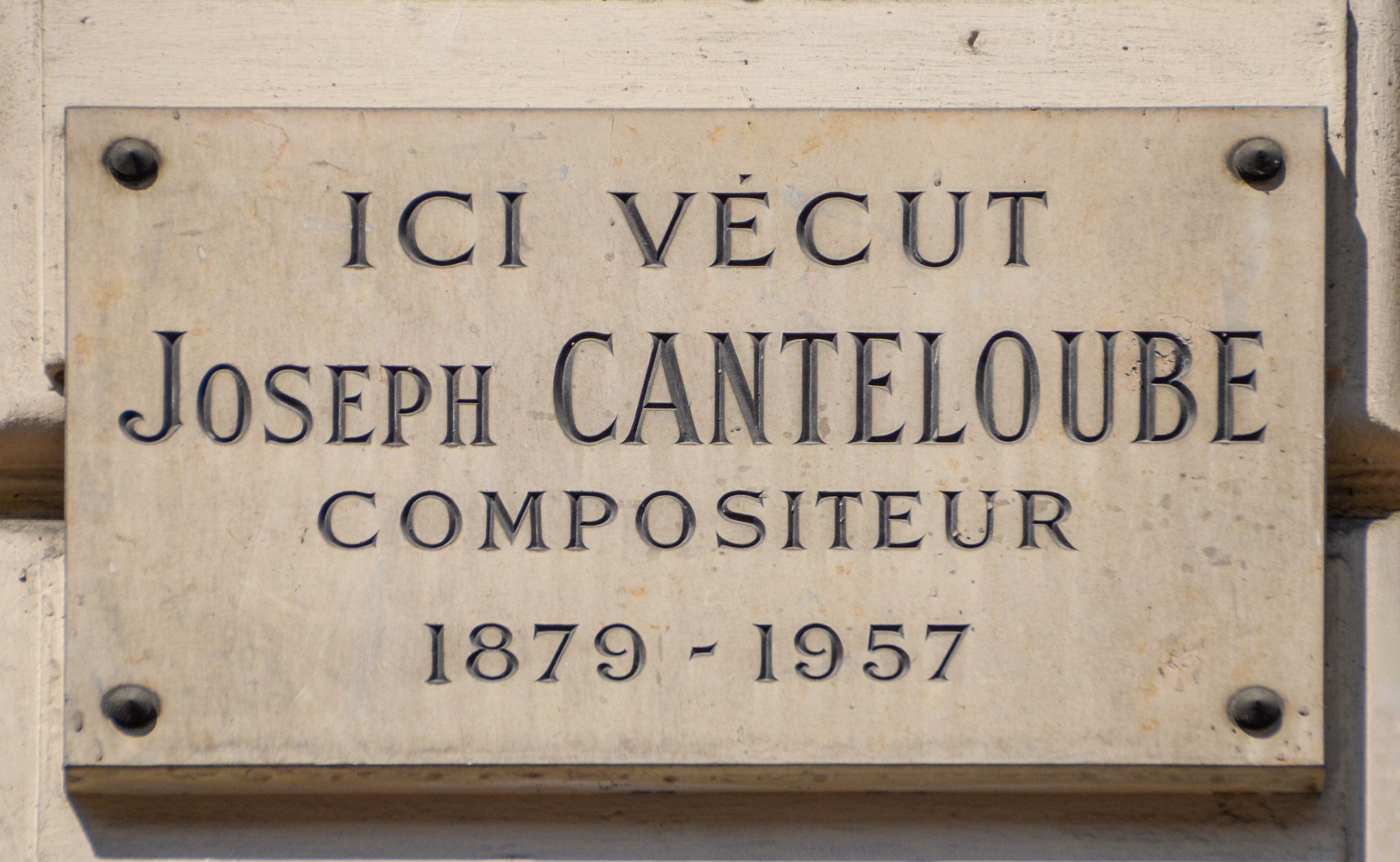
Plaque au 146, rue de Rennes (Paris), où il vécut.

En 1951, il publie, sans les harmoniser cette fois, de nombreux chants traditionnels français puisés, en presque totalité, dans divers recueils antérieurs, réalisés par d'autres folkloristes qu'il ne cite pas. C'est sa fameuse : Anthologie des Chants Populaires Français, en 4 volumes, qui deviendra une sorte de « Bible » des interprètes pour ce genre de répertoire, y compris pendant la période du mouvement « folk » post-soixante-huitard. L’Académie française lui décerne le prix Saintour pour cet ouvrage.
Il  participe à de nombreuses émissions  radiophoniques sur le folklore français, et enregistre ses Chants de France avec le ténor Christian Selva, qui en sera le premier interprète. La radio lui semble un vecteur idéal pour la diffusion de la musique populaire.
Il meurt en novembre 1957, âgé de 78 ans.

### Folkloriste, musicologue et compositeur inspiré
Parallèlement à (et en liaison avec) sa carrière de compositeur, il recueille un bon nombre de chants traditionnels auvergnats. Il lui fallut plus de trente ans pour mener à bien la constitution de son plus célèbre et admirable recueil intitulé : Chants d'Auvergne, où l'on peut entendre un orchestre qui reflète les couleurs et les paysages auvergnats.
Il a publié également Les Chants des provinces françaises (Paris, Didier, 1947) et le Chansonnier français à voix égales, a cappella (airs traditionnels, harmonisés par lui et publiés chez Heugel). La perception qu’il eut de la chanson populaire était totalement singulière et liée à diverses théories spéculatives. Il fut d'ailleurs membre fondateur du Collège Bardique des Gaules.
Musicologue averti, il publie une biographie de Vincent d'Indy (1949) et une biographie de son ami Déodat de Séverac (1950), originaires, respectivement, du Vivarais et du Lauragais, deux régions situées dans le (ou près du) Massif central. « Je n’ai jamais cherché à faire de la musicologie à bon compte, mais simplement œuvre de cœur, œuvre de musicien désirant exalter et faire connaître ce qu’il aime. »
L'association Joseph Canteloube de Bagnac-sur-Célé est présidée par le ténor et musicologue Damien Top. Elle organise annuellement les Musicales de Bagnac.

## Discographie
- Chants d'Auvergne

## Sources et références